# Tormenta tropical Amanda–Cristobal
Amanda y Cristobal fueron dos tormentas tropicales consecutivas relacionadas que afectaron a Centroamérica, el centro de Estados Unidos y Canadá a fines de mayo y principios de junio de 2020. La Tormenta tropical Amanda fue la segunda depresión y la primera tormenta nombrada de la Temporada de huracanes en el Pacífico de 2020. Por su parte, 
la Tormenta tropical Cristobal fue la tercera tormenta nombrada más temprana en el Océano Atlántico norte en el registro, rompiendo el récord establecido por la Tormenta tropical Colin en 2016, que se formó el 5 de junio. También fue el primer ciclón tropical en el Atlántico en formarse en el mes de junio desde la Tormenta tropical Cindy en 2017, y el primer ciclón tropical de junio que tocó tierra en México desde la Tormenta tropical Danielle en 2016
Amanda, la segunda depresión tropical y la primera tormenta en recibir nombre de la Temporada de huracanes en el Pacífico de 2020,  se desarrolló a partir de un área amplia de baja presión asociada con una onda tropical que se movió frente a la costa de Nicaragua hacia el Pacífico el 29 de mayo. El 30 de mayo el sistema se convirtió en la Depresión Tropical Dos después de terminar la ciclogénesis tropical. En la mañana del 31 de mayo la depresión se fortaleció y se convirtió en la Tormenta tropical Amanda cerca de la costa pacífica de Guatemala. Amanda tocó tierra en Guatemala a las 10:00 UTC del 31 de mayo en su máxima intensidad con vientos de 65 km/h (40 mph) y una presión mínima de 1003 mbar. Después de tocar tierra la tormenta poco a poco se fue debilitándo sobre el terreno montañoso de Guatemala y se disipó a las 18:00 UTC de ese día. Amanda causó daños catastróficos y numerosas pérdidas de vidas humanas en Centroamérica, específicamente en El Salvador, Guatemala y Honduras. 
Cristobal, la tercera tormenta nombrada de la temporada de huracanes del Atlántico de 2020, se formó el 1 de junio sobre la Bahía de Campeche a partir de los remanentes de la tormenta tropical Amanda en el Pacífico Oriental. Cristobal luego tocó tierra en el estado de Campeche a las 13:00 UTC del 3 de junio de 2020, con vientos sostenidos de 95 km/h (60 mph) y una presión mínima de 993 mbar, causando lluvias torrenciales en toda la región. Lentamente volvió a curvarse hacia el norte sobre México y avanzó hacia el Golfo de México. Cristobal luego tocó tierra por segunda vez sobre el sureste de Luisiana a las 22:00 UTC del 7 de junio con vientos de 85 km/h (50 mph) y una presión de 990 mbar,   convirtiéndose en el segundo ciclón tropical más temprano en tocar tierra en Luisiana. El sistema avanzó hacia el norte a través del valle de Mississippi, logrando sobrevivir sobre la tierra como una depresión tropical hasta finalmente convertirse en extratropical sobre Iowa cerca de las 00:00 UTC del 10 de junio. El remanente extratropical de Cristobal luego se movió sobre Canadá, en dirección al Mar de Labrador.
Amanda provocó lluvias torrenciales en Guatemala y afectó gravemente a El Salvador provocando el peor desastre natural en ese país desde el Huracán Mitch en 1988. Los ríos se desbordaron, arrasaron edificios, dañaron alrededor de 900 hogares y desplazaron a más de 1200 personas. Las fuertes lluvias provocaron también inundaciones de leves a moderadas en México y Belice. Amanda provocó la muerte de 40 personas en Centroamérica; 30 en El Salvador y 5 en Guatemala y Honduras y aproximadamente $200 millones de USD.El gran tamaño de Cristobal lo llevó a tener un impacto en gran parte de América Central y el sur de México, así como en la mayor parte de la Costa del golfo de Estados Unidos. En combinación con Amanda, Cristobal provocó casi una semana de lluvias devastadoras en Guatemala, El Salvador y el sur de México. Se reportaron 16 deslizamientos de tierra en estas áreas. Las precipitaciones combinadas de Amanda-Cristobal totalizaron más de 15 pulgadas (38 cm) de lluvias en algunos lugares, alcanzando un máximo de 26,48 pulgadas (67,3 cm) en Jutiapa, Guatemala. En el estado mexicano de Yucatán, se dañaron más de 230,000 acres de cultivos, y se dañaron múltiples plataformas de aceite mexicanas y un muelle flotante, lo que lleva a una estimación de daños de US $184 millones. Cristobal también causó la muerte por ahogamiento de un ciudadano de Santa María, Yaxcabá, y la muerte de otro ciudadano mexicano cuando un árbol cayó sobre el en Chiapas debido a los fuertes vientos. Un niño de 10 años murió en Campeche ahogado en el Río Chumpán. En los Estados Unidos, Cristobal causó múltiples tornados y trombas, y causó una marejada ciclónica de 5 pies en Luisiana. También fue responsable de la muerte de dos niños en Luisiana debido a las fuertes corrientes de resaca. Un joven de 17 años de edad se ahogó en Crystal Beach, Texas. En general, Cristobal causó daños por $310 millones en Estados Unidos y seis fallecidos; 3 en México y 3 en Estados Unidos. En total Amanda-Cristóbal mató a 46 personas y causó $865 millones en daños.

## Historia meteorológica

### Primera etapa: Amanda
El 24 de mayo de 2020, el Centro Nacional de Huracanes (NHC) discutió por primera vez la posibilidad de ciclogénesis tropical debido a una amplia área de baja presión que se pronosticó que se formaría frente a la costa de El Salvador con una onda tropical asociada. La ola tropical siguió generalmente hacia el oeste a través del Mar Caribe durante varios días: cruzó Panamá y entró en la cuenca del Pacífico Oriental el 26 de mayo. En este punto, el Centro Nacional de Huracanes (NHC) consideró que la perturbación tenía una alta probabilidad de formación en los próximos 5 días. La baja presión se desarrolló dentro de la perturbación un día después, en asociación con una amplia circulación ciclónica que fue mejorada por un giro centroamericano el 27 de mayo. Permaneciendo casi inmóvil durante varios días, la circulación de la perturbación lentamente se hizo más bien definida.
Para el 30 de mayo, el sistema alcanzó una circulación cerrada y definida de bajo nivel y se consideró lo suficientemente organizado como para ser designado como Depresión tropical Dos-E a las 18:00 UTC de ese día con vientos de 45 km/h (30 mph) y una presión de 1006 mbar, permaneciendo incrustado en el lado oriental de un giro centroamericano. La depresión se intensificó lentamente a una fuerza de 55 km/h (35 mph) en ayuda de temperaturas de la superficie del mar bastante cálidas, y en ese momento se consideró poco probable que se intensificara aún más. Sin embargo, la organización convectiva continuó mejorando a medida que el sistema también se hizo mucho más compacto, y las estimaciones satelitales permitieron al Centro Nacional de Huracanes (NHC) actualizar la depresión tropical a la tormenta tropical Amanda a las 06:00 UTC del 31 de mayo,fue la primera tormenta nombrada de la temporada de huracanes en el Pacífico de 2020 localizada en ese momento a 30 millas (49 km) al sur-suroeste de la frontera entre Guatemala y El Salvador. Solo cuatro horas después de ser nombrada, a las 10:00 UTC de ese día, Amanda tocó tierra cerca de Las Lisas, Guatemala en su máxima intensidad con vientos de 65 km/h (40 mph) y una presión mínima de 1003 mbar. Una vez tierra adentro, Amanda trajo lluvias torrenciales a partes de Guatemala y El Salvador que produjeron inundaciones y deslizamientos de tierra. Amanda se debilitó rápidamente y se disipó sobre el terreno montañoso de Guatemala más tarde ese día, a las 18:00 UTC y sus remanentes continuaron hacia el norte. El 31 de mayo, el Centro Nacional de Huracanes (NHC) señaló el potencial de la tormenta tropical Amanda en el Pacífico Oriental para reconstruirse en la Bahía de Campeche.

### Segunda etapa: Cristóbal
Para el 1 de junio, el Centro Nacional de Huracanes (NHC) estimó un 90% de posibilidades de desarrollo del mientras el sistema estaba sobre la península de Yucatán. A las 18:00 UTC de ese mismo día, los remanentes de Amanda se convirtieron en la Depresión Tropical Tres con vientos máximos sostenidos de 45 km/h (30 mph) y una presión central mínima de 1006 mbar y el Centro Nacional de Huracanes (NHC) comenzó a asesorarlo. Durante los siguientes cuatro días, Cristóbal procedió a hacer un bucle lento en sentido antihorario sobre la región. Ubicado sobre la Bahía de Campeche, la depresión se intensificó lentamente durante el resto del día. A las 12:00 UTC del 2 de junio, la depresión se convirtió en una tormenta tropical y se le dio el nombre de Cristóbal ubicado en ese momento a 65 millas (105 km) al noroeste de Ciudad del Carmen en México. Esto marcó la primera tormenta del tercer nombre en el Atlántico, batiendo el récord establecido por la tormenta tropical Colin en 2016 que se formó el 5 de junio de 2016.
Cristobal se fortaleció lentamente mientras permanecía casi estacionario en la Bahía de Campeche al día siguiente. El desarrollo de la tormenta se vio reforzado por la humedad y el flujo persistente en tierra a través de partes de América Central, dirigido por un gran patrón de viento en sentido contrario a las agujas del reloj conocido como el giro centroamericano. Cristobal comenzó a moverse lentamente hacia el sur ganando en fuerza e intensidad a medida que se acercaba a la costa mexicana, volviéndose más simétrica con la presión barométrica cayendo. A las 13:00 UTC del 3 de junio, los informes de un avión de la Unidad de Reserva de la Fuerza Aérea de cazadores de huracanes indicaron que Cristobal había tocado tierra cerca de Atasta, México, justo al oeste de Ciudad del Carmen en su máxima intensidad de vientos sostenidos de 95 km/h (60 mph) y una presión de 993 mbar. Cristobal comenzó a debilitarse lentamente a medida que avanzaba el día mientras avanzaba más hacia el sureste hacia el estado mexicano de Campeche, lo que significó una disminución en la actividad de tormentas eléctricas cerca del centro.
A las 12:00 UTC del 4 de junio, Cristóbal se debilitó en una depresión tropical, con una apariencia satelital degradante. La depresión perdió la mayoría de sus características de bandas debido a la interacción prolongada con la tierra, y la mayor parte de su convección se limitó al cuadrante noreste. 
Luego, mientras estaba cerca del extremo noroeste de Guatemala, Cristóbal hizo un bucle ciclónico, ya que todavía estaba incrustado dentro del giro centroamericano, y el ciclón retrocedió a través de la península de Yucatán antes de girar hacia el norte. La depresión se movió hacia el norte a un ritmo más rápido de lo previsto, lo que hizo que se organizara mejor en imágenes satelitales.

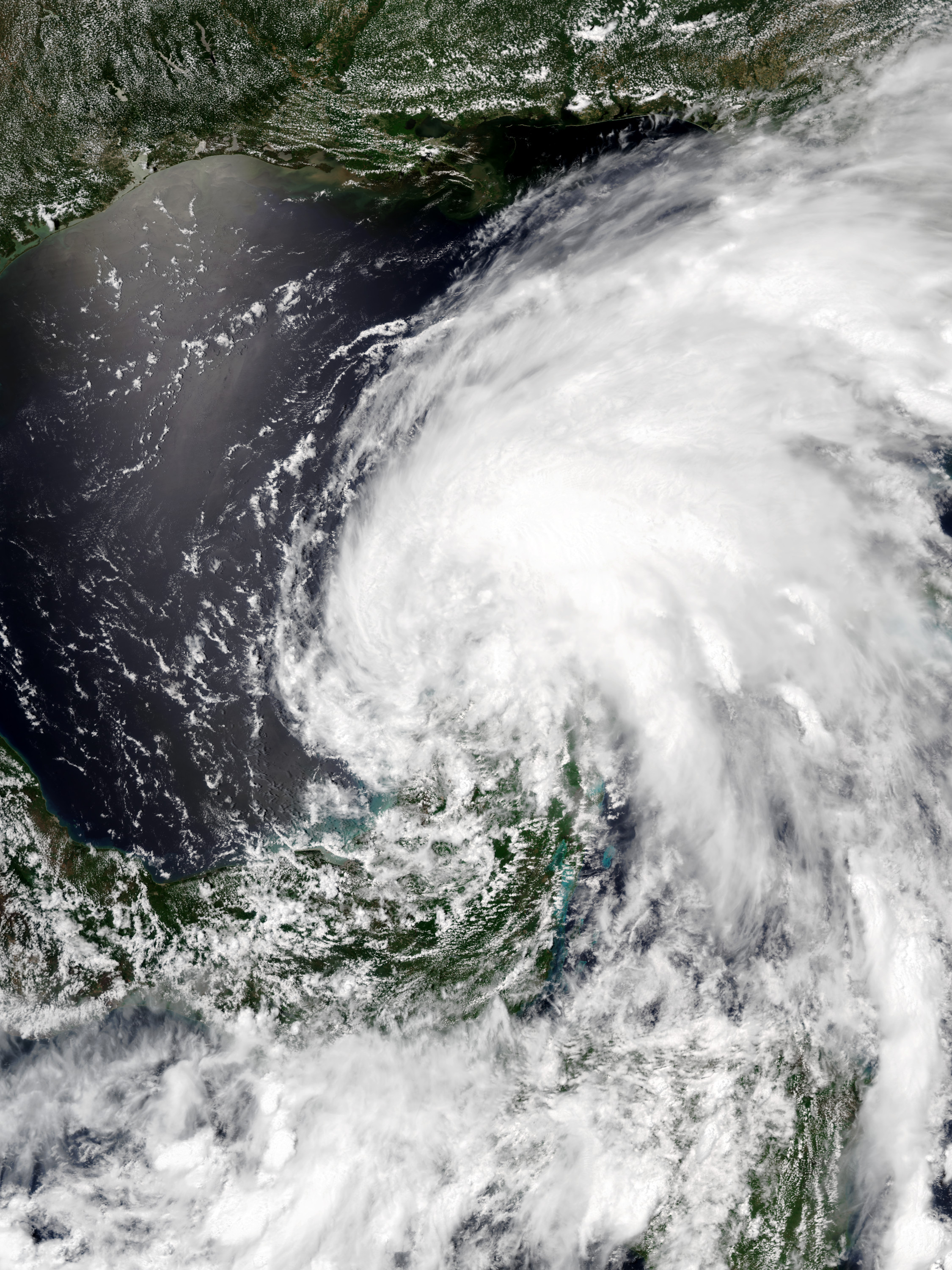
La tormenta tropical Cristobal se intensifica justo al norte de la Península de Yucatán el 5 de junio.

La tormenta comenzó a acelerarse hacia el norte el 5 de junio cuando una banda de convección arqueada comenzó a desarrollarse sobre los lados norte y este de la tormenta. Finalmente Cristóbal volvió a intensificarse en una tormenta tropical a las 06:00 UTC del 5 de junio, a pesar de estar situado 50 millas tierra adentro sobre la Península de Yucatán. Cristóbal salió de Yucatán más tarde ese día y entró en el sur del Golfo de México. A medida que Cristobal se alejaba más al norte de la península de Yucatán, el aire seco y la interacción con un canal de nivel superior hacia el este comenzaron a despojar a Cristobal de cualquier convección central, y la mayor parte de la convección se desplazó al este y al norte del centro y libró a Cristobal de una típica estructura de ciclón tropical. El avión de reconocimiento encontró a Cristobal un poco más fuerte en la tarde del 6 de junio, a pesar de estar mal organizado. Las observaciones del Centro Nacional de Huracanes (NHC) sugirieron que Cristobal se parecía más a un ciclón subtropical que a un ciclón tropical durante este período, con los vientos más fuertes y la convección desplazados hacia el este del centro; sin embargo el NHC la siguió clasificando como tormenta tropical. La tormenta tropical Cristóbal tocó tierra el 7 de junio a las 22:00 UTC en Parroquia de Plaquemines, Luisiana, con vientos de 85 km/h (50 mph) y una presión de 990 mbar, convirtiéndose en la segunda tormenta más temprana en tocar tierra en Luisiana en el registro.
Después de tocar tierra, una alta presión de bloqueo hacia el este hizo que Cristóbal girara hacia el noroeste y redujera la velocidad. La tormenta que se debilitó se movió directamente sobre el área metropolitana de Nueva Orleans y recortó la esquina suroeste de Misisipi antes de caer al estado de depresión tropical a las 12:00 UTC del 8 de junio, mientras estaba centrada cerca de la frontera entre Louisiana y Misisipi. Luego, la altura de bloqueo fue empujada hacia el este al avanzar a través de la depresión de la capa profunda sobre las Montañas Rocosas, y Cristóbal aceleró hacia el norte a lo largo del Valle de Mississippi, pasando por Arkansas, Missouri, Illinois e Iowa. Durante este tiempo, la naturaleza amplia del ciclón hizo que su presión cayera y tocó fondo a 988 mbar a las 18:00 UTC del 9 de junio. Seis horas después, Cristóbal se volvió extratropical cerca de las 00:00 UTC del 10 de junio, mientras estaba situado sobre el noreste de Iowa, convirtiéndose en el ciclón completamente tropical que más lejano hacia el noroeste de América del Norte había llegado en la historia registrada. La tormenta fue sólo el cuarto remanente de ciclón tropical registrado que se movió sobre Wisconsin, y el primero desde Gilbert en 1988. Green Bay, Wisconsin registró una observación de baja presión de todos los tiempos para junio cuando Cristóbal hizo que las lecturas cayeran a 986 milibares, rompiendo un récord establecido en 1917.
El último aviso público emitido por el Centro de Predicción del Clima en Cristóbal llegó más tarde esa mañana a las 09:00 UTC. En ese momento, la tormenta se ubicó sobre el oeste de la península superior de Míchigan, moviéndose hacia el noreste a cerca de 30 mph (48 km/h) hacia el lago Superior y el norte de Ontario, Canadá.

## Preparaciones

### Amanda

#### Guatemala

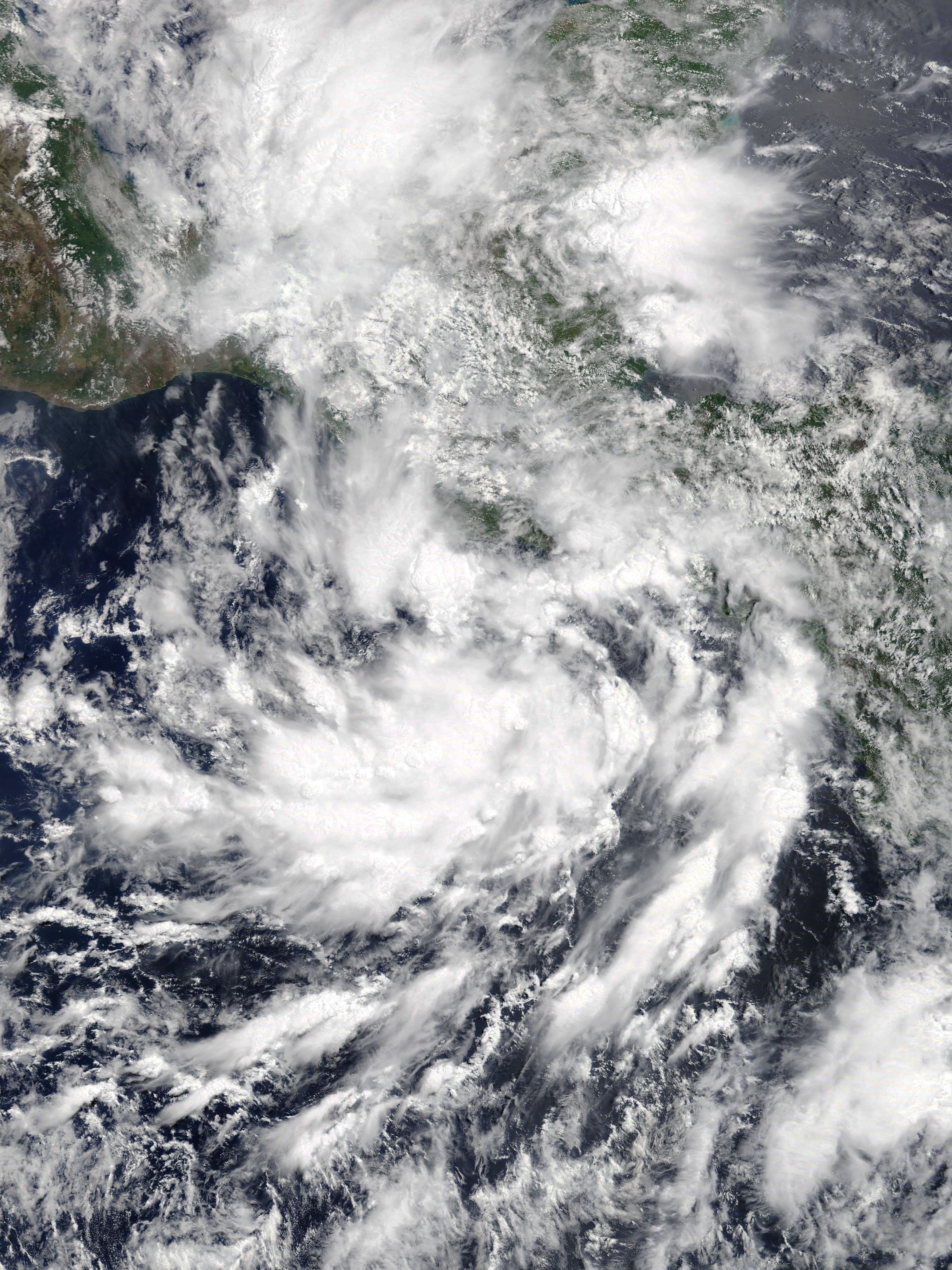
La perturbación precursora de Amanda poco antes de ser declarada depresión tropical el 30 de mayo.

En el primer aviso de Depresión Tropical Dos-E, el gobierno de Guatemala emitió un aviso de Tormenta Tropical para toda la costa de Guatemala, desde la frontera entre Guatemala y México hacia el este hasta la frontera entre El Salvador y Guatemala. También se emitió una advertencia de tormenta tropical para la costa de El Salvador. En Guatemala, se abrieron cerca de 1.500 refugios para los afectados por la tormenta.

#### El Salvador
En El Salvador, el 26 de mayo a las 10:46 a. m. (hora local) el observatorio ambiental del Ministerio de Medio Ambiente y Recursos Naturales (MARN) retwiteó la alerta emitida por el Centro nacional de huracanes (NHC). Ese mismo día a las 9:39 p. m. (hora local) el  Ministerio de Medio Ambiente  y Recursos Naturales (MARN) publicó el informe especial No. 1 en el cual advertían sobre la posibilidad de lluvias intensas que podrían llegar hasta los 300 milímetros capaces de generar inundaciones. A las 11 p. m. (hora local) de ese mismo día el presidente de El Salvador, Nayib Bukele ordenó vía Twitter decretar alerta amarilla lo que significó una amenaza del 50% y la activación del centro de operaciones de emergencias, esto se mantuvo hasta el 30 de mayo cuanto se activó la alerta naranja y por ende la evacuación masiva en zonas de alto riesgo y, al siguiente día, (El mismo día del impacto de la tormenta tropical Amanda) se decreto alerta roja (Máxima), a pesar de ello la sobre población en el país de 321.55 hab./km²  la cual es una de las más altas del mundo obliga a las personas a vivir cerca de zonas de riesgo, a eso se le suma una infraestructura deficiente lo cual ayudó al impacto de la tormenta

### Cristobal

#### México

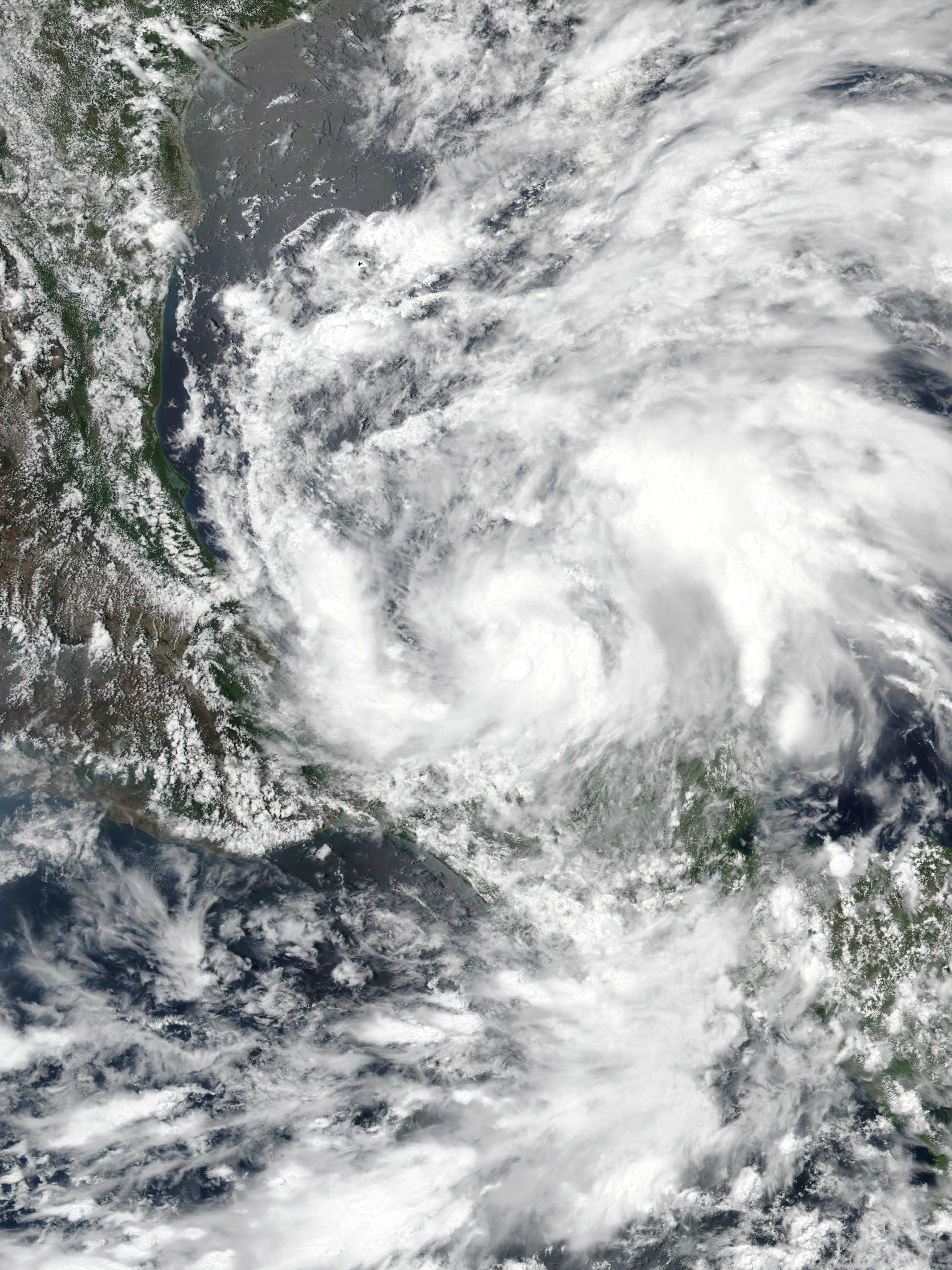
La tormenta tropical Cristobal se intensifica sobre la bahía de Campeche el 2 de junio.

En expectativa de fuertes lluvias y vientos el gobierno de México emitió una advertencia de tormenta tropical desde Campeche hacia el oeste hasta Veracruz el 1 de junio. Un total de 9,000 soldados mexicanos y miembros de la Guardia Nacional fueron enviados para ayudar con los preparativos y el trabajo de socorro. Residentes de varias comunidades en riesgo en los estados de Tabasco, Campeche y Veracruz fueron evacuados el 2 de junio. La terminal de Puerto Isla del Carmen en la desembocadura del río Grijalva se cerró para embarcaciones de todo tipo a medida que se acercaba Cristóbal; las olas alcanzaron hasta 10 pies (3 metros) de altura el 2 de junio. El 5 de junio, mientras Cristóbal todavía era una depresión tropical, el gobierno de México emitió una alerta de tormenta tropical desde Punta Herrero hasta Río Lagartos. Esta alerta se actualizó a una advertencia seis horas después.

#### Estados Unidos

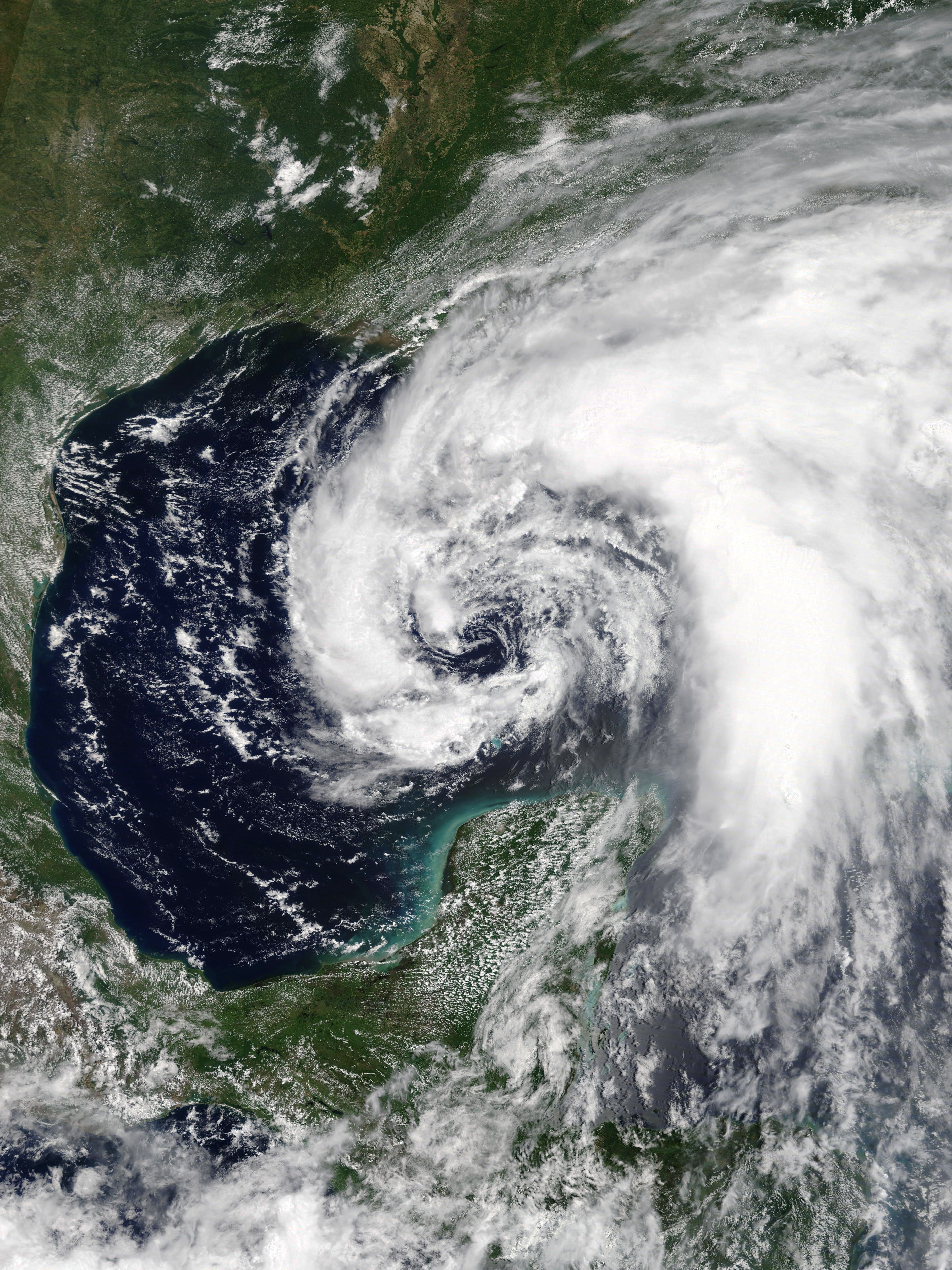
La tormenta tropical Cristobal se intensifica sobre el Golfo de México el 6 de junio antes de tocar tierra en Estados Unidos.

El 4 de junio, el gobernador de Luisiana, John Bel Edwards, declaró el estado de emergencia y ordenó evacuaciones para las áreas costeras bajas. El 5 de junio, se emitió una alerta de tormenta tropical desde Intracoastal City, Luisiana, hasta la frontera entre Alabama y Florida. También se emitió una alerta de tormenta para partes de Luisiana, Misisipi, Alabama y Florida. La ciudad de Grand Isle, Luisiana, emitió una orden de evacuación obligatoria a partir del 6 de junio a las 11:00 UTC, según el alcalde de la ciudad. El presidente Donald Trump declaró el estado de emergencia federal en Luisiana el 7 de junio cuando Cristóbal se acercaba a tocar tierra. Además, se emitieron alertas de inundaciones repentinas e inundaciones de ríos desde Luisiana en el sur hasta Wisconsin en el norte debido a estimaciones de precipitaciones superiores a 10-15 pulgadas (250-380 mm) pronosticadas en algunas áreas, lo que impacta a más de 15 millones de personas.

## Impactos
Los efectos combinados de las tormentas tropicales Amanda y Cristóbal trajeron lluvias torrenciales a una gran franja de Centroamérica y México. Según el Centro Nacional de Huracanes, partes de las costas del Pacífico de El Salvador, Guatemala y el estado mexicano de Chiapas recogieron 510 mm (20 pulgadas) de lluvia.

### América Central

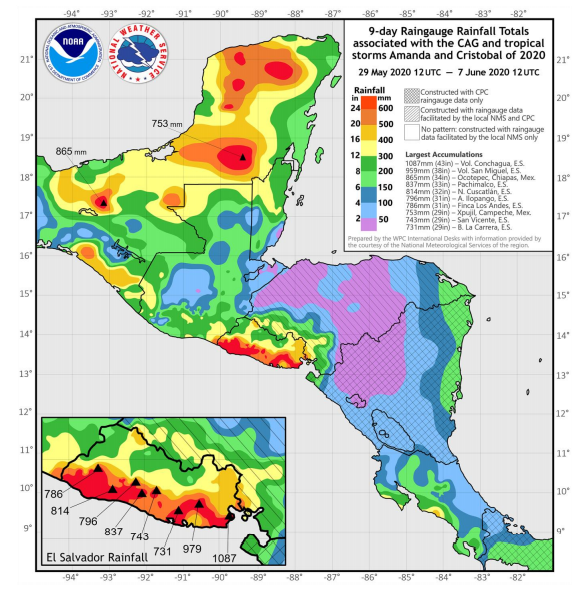
Lluvia acumulada en Centroamérica de las tormentas tropicales Amanda y Cristóbal.

#### El Salvador
En El Salvador las lluvias torrenciales causaron daños significativos a lo largo de las ciudades costeras del país a medida que los ríos se desbordaron y barrieron los edificios. El 25% de las precipitaciones totales anuales del país cayeron en solo 70 horas debido a Amanda. La lluvia llegó a 267,4 mm (10,53 pulgadas) en Izalco en la mañana del 31 de mayo, antes de la llegada de Amanda. Amanda mató a 30 personas en El Salvador, de las cuales al menos seis murieron debido a inundaciones repentinas, y una murió de un hogar derrumbado. Siete personas siguieron desaparecidas a partir del 2 de junio. Más de 900 casas fueron dañadas en todo el país y 1.200 familias fueron evacuadas a 51 refugios en La Libertad, San Salvador, Sonsonate y San Vicente. En la capital, San Salvador, 50 casas fueron destruidas y 23 vehículos cayeron en un sumidero. El presidente de El Salvador, Nayib Bukele, declaró un estado nacional de emergencia de 15 días debido a la tormenta. Las restricciones de movimiento vigentes para la pandemia de COVID-19 se levantaron temporalmente para permitir a las personas comprar medicamentos, mientras que las ferreterías se abrieron con capacidad limitada para que las personas pudieran comprar equipos para reparaciones. Alrededor de 7.225 personas perdieron sus hogares y tuvieron que ser enviadas a 154 albergues en todo el país. Al menos 2.800 hectáreas de cultivos resultaron dañadas o perdidas en el país. Además, alrededor de 30.000 estructuras resultaron dañadas o probablemente destruidas por inundaciones y deslizamientos de tierra. Amanda fue considerada el peor desastre climático que afectó a El Salvador en 22 años desde el Huracán Mitch en 1998, en el que Amanda provocó acumulaciones de lluvia de al menos 600 mm (23,62 pulgadas) en muchas partes del país y Mitch solo causó al menos 400 mm (15,74 pulgadas) en otras áreas en un período de tiempo más largo. Alrededor de 336.000 salvadoreños fueron empujados a una severa inseguridad alimentaria tanto en áreas rurales como urbanas. Los daños se estimaron en US $200 millones.

#### Guatemala

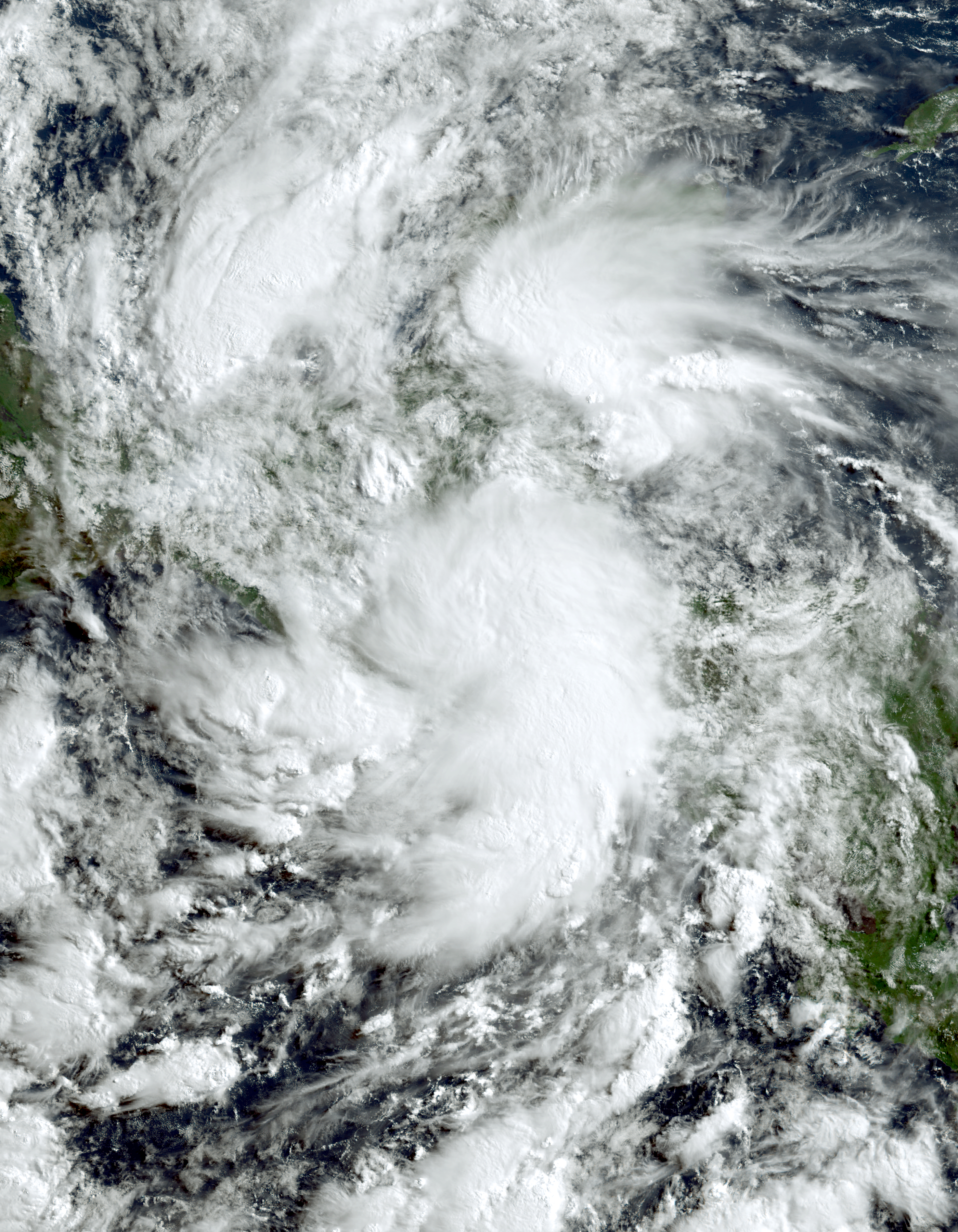
La tormenta tropical Amanda poco después de tocar tierra en Guatemala el 31 de mayo.

El 31 de mayo, Amanda tocó tierra en Guatemala, solo el segundo ciclón tropical que tocó tierra en la costa pacífica guatemalteca en lo que va de siglo. La primera tormenta en hacerlo fue la Tormenta tropical Agatha en 2010. Amanda trajo lluvias torrenciales a partes de Guatemala que produjeron inundaciones y deslizamientos de tierra. Cinco personas murieron en todo el país.

#### Honduras
A pesar de estar ubicado relativamente lejos de donde Amanda tocó tierra, cinco personas murieron en Honduras debido a la tormenta, incluidos dos hermanos cuyo automóvil fue arrastrado por una corriente en Tegucigalpa. Fuertes inundaciones afectaron el Departamento del Valle en el oeste del país. La precipitación máxima de Amanda se informó en el extremo suroeste de Honduras, cerca de la frontera con El Salvador, donde los totales de lluvia de 9 días de Amanda y Cristóbal alcanzaron un máximo de entre 500 y 600 milímetros (20-24 pulgadas).

### México

#### Chiapas
Entre el 30 de mayo y el 3 de junio, una estación meteorológica en Ocotepec, Chiapas, midió 26.3 pulgadas (667 mm) de lluvia. Se requirió que al menos 619 personas fueran evacuadas debido a la amenaza de deslizamientos de tierra e inundaciones repentinas y se informaron 16 deslizamientos de tierra individuales en Campeche, Chiapas y Yucatán. Se estima que unos 10.000 ciudadanos se vieron gravemente afectados por las inundaciones repentinas. Una persona murió en Chiapas cuando un árbol cayó sobre él.

#### Campeche
El daño agrícola en Campeche alcanzó los 40 millones de pesos (US$ 1,84 millones). Una ráfaga de viento de 55 mph (89 kph) se informó en Ciudad del Carmen el 3 de junio. Cristóbal también dañó las plataformas petroleras mexicanas y un muelle flotante, en el Golfo de México. Un chico de 10 años se ahogó en el Río Chumpán en Campeche.

#### Yucatán
Mérida, la capital de Yucatán, registró 22.9 pulgadas (581.66 mm) en el mismo período de tiempo. La lluvia generalizada provocó inundaciones en toda la península de Yucatán. Algunas áreas de Yucatán recibieron la lluvia de un año en solo cuatro días, batiendo el récord histórico de volumen pluvial, así como el récord de la mayor cantidad de tiempo con lluvia, superando las 40 horas. La agricultura sufrió grandes pérdidas en todo Yucatán con 95,000 hectáreas (230,000 acres) dañadas a un costo de 4 mil millones de pesos (US$ 185 millones). Una persona se ahogó al intentar nadar a través de las aguas de inundación de 6.6 pies (2 m) en Santa María, Yaxcabá.

#### Quintana Roo
Más al este, en Lázaro Cárdenas, Quintana Roo, las fuertes lluvias de Cristobal causaron inundaciones y dañaron 10 hectáreas (25 acres) de papaya. La pérdida total se estimó en alrededor de 1 millón de pesos (US$ 46,000).

### Estados Unidos

#### Luisiana
Antes de la llegada de la tormenta, dos niños murieron en Luisiana después de ser arrastrados al mar por las corrientes de resaca. La marejada ciclónica de 5 pies (1.5 m) causó inundaciones a lo largo de gran parte de la costa de Luisiana e inundó el único camino que conduce hacia y desde Grand Isle, que se encontraba bajo una evacuación obligatoria. Las lluvias torrenciales y la marejada causaron un evento de inundación en Grand Isle que, según se dice, fue el peor desde el huracán Isaac en 2012. Una gran parte de la autopista 1 de Luisiana quedó completamente inundada e inaccesible durante todo el 7 de junio y alrededor de 4.000 cortes de energía ocurrieron en Nueva Orleans ese mismo día. Los daños a la infraestructura en el sur de Luisiana provocaron una estimación de daños cercana a los 150 millones de dólares estadounidenses.

#### Florida
En Florida, se emitieron múltiples advertencias de tornados y se confirmaron al menos cuatro tornados en el estado entre el 6 y el 7 de junio desde las bandas de lluvia externas de Cristobal. Un destructivo tornado EF-1 golpeó áreas justo al este del centro de Orlando, comenzando como una tromba marina sobre el Lago Conway antes de trasladarse a tierra, dañando o desarraigando múltiples árboles, algunos de los cuales cayeron sobre las casas. El tornado causó alrededor de $ 956,000 en daños a la propiedad. Sin embargo, las fuertes lluvias de Cristóbal aliviaron una sequía estacional en el estado, donde algunas partes del norte de Florida registraron más de 10 pulgadas (254 mm) de lluvia en solo un día.

#### Misisipi
En Misisipi, cerca de donde Cristobal tocó tierra, varios sitios de observación meteorológica informaron fuertes vientos de tormenta tropical. Un sitio de Weatherflow en Ship Island, Misisippi, observó un viento sostenido de 48 mph (78 km/h) y una ráfaga de hasta 64 mph (104 km/h), que fue la ráfaga de viento máxima informada durante el aterrizaje en Estados Unidos. Las inundaciones se volvieron severas en Misisipi luego de la llegada de Cristobal, y el gobernador de Misisipi, Tate Reeves, declaró el 10 de junio un estado de emergencia para ayudar a acelerar los esfuerzos de ayuda; Las estimaciones preliminares de daños en el estado alcanzaron los US$ 5.2 millones.

#### En otras partes
Antes de la llegada de la tormenta un chico de 17 años se ahogó en Crystal Beach, Texas debido al fuerte oleaje.

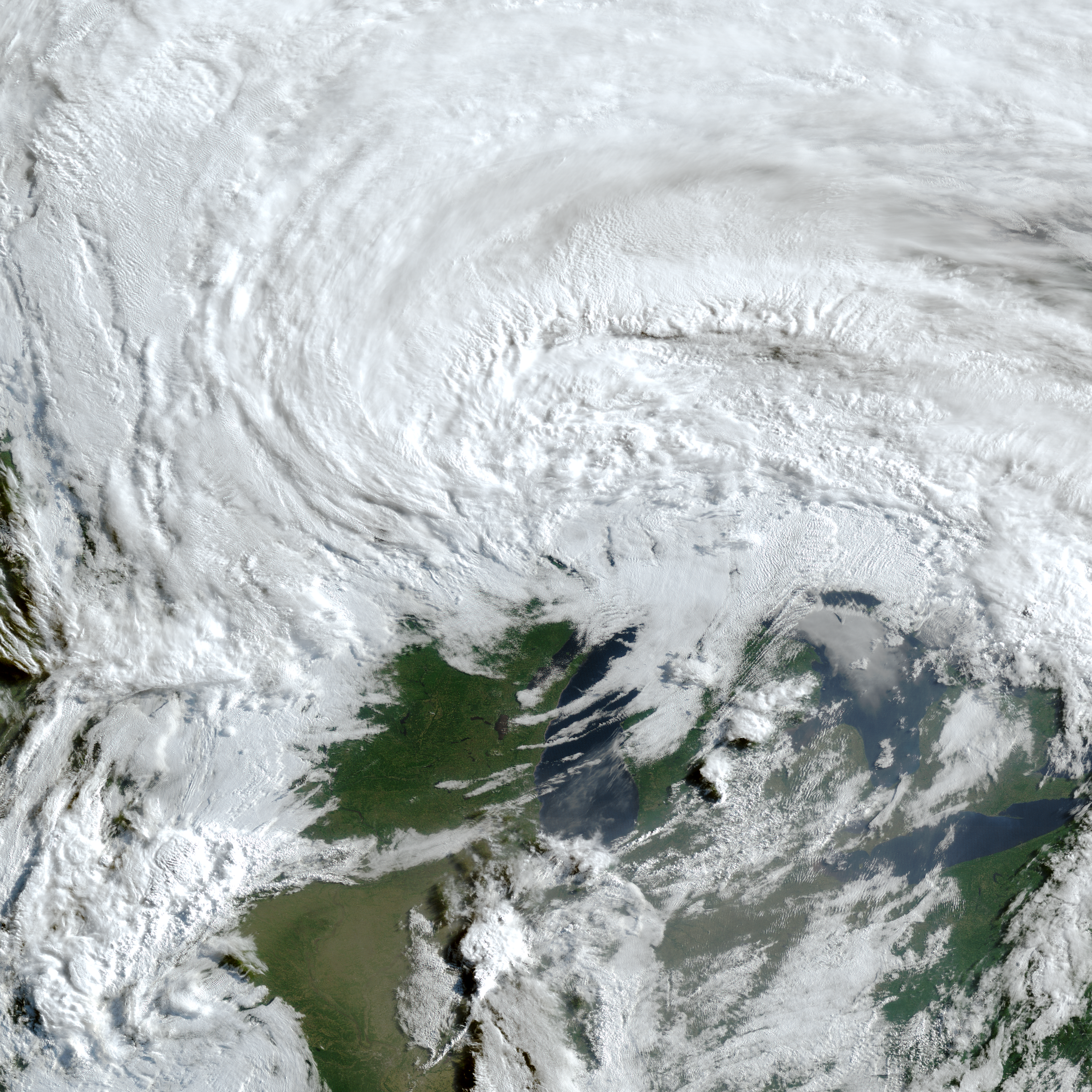
Los restos de Cristóbal se fusionaron con un sistema frontal a principios del 10 de junio mientras traían tormentas eléctricas severas a Míchigan y Ontario.

Cristobal trajo lluvias torrenciales y vientos racheados a los estados del medio oeste. La tormenta fue el cuarto ciclón completamente tropical del Atlántico que se movió sobre Wisconsin, y el último fue el huracán Gilbert en 1988. Cristobal llegó a la península superior de Míchigan como un ciclón postropical en las primeras horas de la mañana del 10 de junio. El sistema trajo un clima tormentoso a la región de los Grandes Lagos, que incluyó olas altas a lo largo del extremo norte de Green Bay, especialmente a través de Big Bay de Noc a través de la Península Superior de Míchigan. Los datos recuperados a las 06:00 UTC del 10 de junio del satélite GPM encontraron que las lluvias más intensas ocurrieron en dos áreas: norte y oeste del lago Superior, norte de Rossport y Red Rock, Ontario, Canadá; y sobre Georgian Bay en el lado este del lago Huron. En ambos lugares, la lluvia caía a tasas de 1 pulgada (25 mm) por hora. Luego pasó sobre el Lago Superior hacia el norte de Ontario, el primer caso conocido de que esto haya sucedido. El Centro de Predicción de Tormentas emitió un riesgo moderado de tormentas eléctricas severas en grandes porciones del oeste de Míchigan, Indiana y Ohio por el gran volumen de humedad arrastrado por el ciclón post-tropical de Cristobal a medida que avanzaba hacia el norte. 55,000 apagones ocurrieron en Míchigan el 10 de junio incluyendo ráfagas de viento de hasta 110 km/h (70 mph) debido a una línea de turbonadas asociada con los remanentes de Cristobal, clasificada como derecho . Alrededor de 650,000 personas perdieron energía eléctrica debido al derecho en Indiana, Míchigan y el oeste de Nueva York. El derecho produjo tres tornados EF0 en Ohio, incluyendo uno en el condado de Columbiana y un EF1 de alta gama en el condado de Beaver, Pensilvania el 10 de junio que destruyó árboles y varios postes de energía.

### Canadá
En el sector cálido de la baja postropical, las líneas de tormenta también afectaron a Ontario y el oeste de Quebec. Numerosos daños fueron causados por los vientos en el sur de Ontario, así como por granizo en algunos lugares, cortando la corriente eléctrica a más de 43,000 clientes. Se informaron al menos dos tornados en el área de London, uno en Glencoe y el otro en Belmont. En Quebec, los vientos provocaron que más de 130,000 clientes se quedaran sin electricidad, aproximadamente la mitad de los cuales se encuentran en el área metropolitana de Montreal. Vientos feroces y lluvias torrenciales acompañadas de granizo arrasaron el distrito de Muskoka, causando muchos daños. Se registraron ráfagas de viento de hasta 100 kilómetros por hora (62 mph) en el aeropuerto de Bracebridge. Los tornados EF1 también tocaron tierra cerca de Bracebridge y Baysville , al igual que un tornado EF2 cerca de Mary Lake.